# 怀施堂
怀施堂是中国上海历史上的一座重要教堂，由美南浸信会差会开辟，位于浸会庄内，即今闸北区延长路149号。
20世纪初，美南浸信会差会在北四川路北端狄思威路(今溧阳路)口设有明强中学和晏摩氏女中。第一次世界大战结束后，北四川路迅速繁盛，地价飙升，1924年，传教士万应远将北四川路狄思威路口产业抛售，同时低价购进北宝兴路底荒地400亩，设立浸会庄，浸会大批传教士聚居于此，并将明强中学和晏摩氏女中迁来。1925年，传教士施利去世，万应远在明强、晏摩氏两校中间兴建以他命名的怀施堂，可容1200人。怀施堂信徒多为明强、晏摩氏两校师生。由于浸会庄为江苏浸信会联会（包括上海、苏州、无锡、镇江、扬州）的活动中心，所以怀施堂在浸信会内亦有相当影响。
1937年淞沪会战爆发，浸会庄位于战区，晏摩氏女中和明强中学一度停办。孤岛时期，两校迁至租界，在外滩中国通商银行大厦，与自苏州迁来的的晏成中学、慧灵女中联合开办浸会联中。抗战结束后，晏摩氏女中迁回原址，而明强中学停办，由沪江大学附中迁入浸会庄原明强中学校舍。
1951年，沪江大学附中和晏摩氏女中被收归国有，次年合并成立北郊中学。1954年，美籍传教士全部回国，浸会庄结束，怀施堂改作北郊中学礼堂。。
1955年，浸信会另在和田路1936号设神恩堂。1958年，在献堂献庙高潮中，神恩堂关闭，信徒参加位于宝通路闸北堂的闸北区联合礼拜。
1978年，原浸会庄改属上海机械学院。怀施堂建筑于80年代初拆除。。  